# Sondă spațială

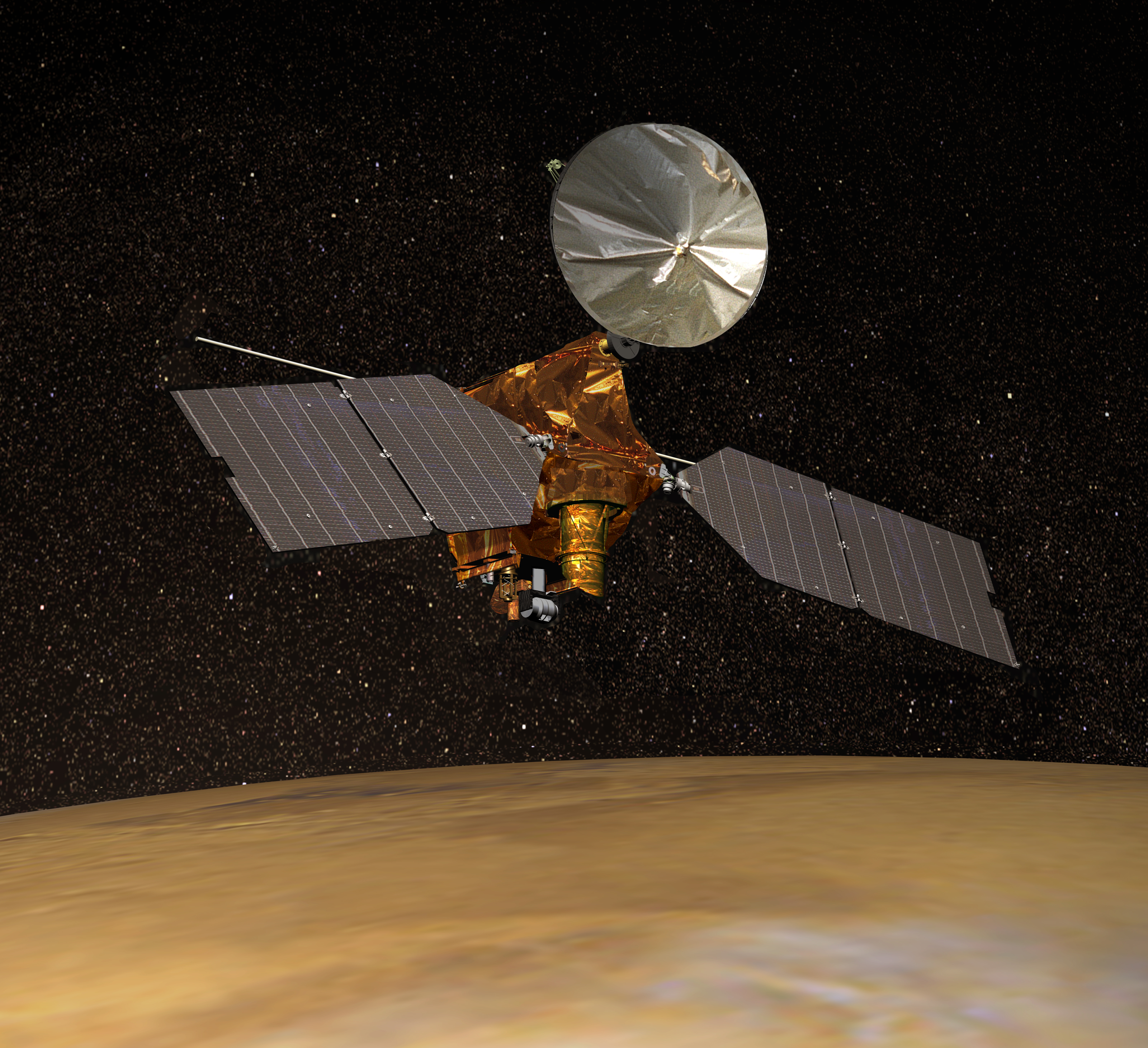
Mars Reconnaissance Orbiter

Sondele spațiale sunt obiecte artificiale trimise dincolo de zona gravitațională terestră. Prima sondă spațială a fost Luna-1 (Lunik-1) lansată la 2 ianuarie 1959 spre Lună.
Sondele spațiale sunt misiuni spațiale fără echipaj uman la bord, fiind astfel mai simplu de realizat și prezentând riscuri mai mici. Modelele recente pot fi pe de-o parte conduse prin radio de pe Pământ, dar dacă sunt trimise la mari depărtări, unde semnalele radio ajung abia după minute, ore sau chiar zile de la transmitere, atunci, pentru a-și atinge scopul, au nevoie și de autonomie robotică (computere pentru comandă și control).

## Exemple de sonde spațiale
- Cassini-Huygens
- Dawn
- Deep Space-1
- Deep Space-2
- ExoMars
- Galileo
- Giotto - sonda spațială Giotto
- Huygens
- Jupiter Icy Moons Orbiter
- Luna-1 - sonda spațială Luna-1
- Lunar-A
- Lunar Orbiter
- Lunohod
- Mariner
- Mars Climate Orbiter
- Mars Exploration Rover
- Mars Express
- Mars Global Surveyor
- Mars Odyssey
- Mars Pathfinder
- Mars Polar Lander
- Mars Reconnaissance Orbiter
- Mars Science Laboratory
- Mars Telecommunications Orbiter
- MESSENGER
- Neptune Orbiter
- New Horizons
- Pioneer - Programul Pioneer
- Pioneer Venus Orbiter
- Pioneer Venus Multiprobe
- Planet-B
- Ranger
- Rosetta - sondă spațială europeană lansată de ESA
- SELENE
- SMART-1
- Solar Dynamics Observatory (SDO) - Observatorul Dinamicii Solare
- Stardust
- Surveyor
- Vega - Programul Vega
- Venera - Programul Venera
- Voyager - Programul Voyager
- Zond

## Vezi și
- Sondă Bracewell